# David di Donatello per la migliore colonna musicale straniera
Il David di Donatello per la migliore colonna musicale straniera è un premio cinematografico assegnato nell'ambito dei David di Donatello in due sole edizioni, nel 1979 e nel 1980.

## Albo d'oro
- 1979: Galt MacDermot - Hair
- 1980: Ralph Burns - Il boxeur e la ballerina (Movie Movie)